# Emilpriset
Emilpriset är ett årligt litterärt pris på 50 000 kronor som har instiftats av Smålands Akademi till Astrid Lindgrens ära. Från och med 2024 är Litteraturnod Vimmerby samarbetspartner. Priset delades från början ut tillsammans med Sveriges Radio Kronoberg fram till 2006, därefter har Saltkråkan AB senare Astrid Lindgren AB, varit medutdelare. Priset går till någon som genomfört barnkulturella insatser i Astrid Lindgrens anda.

## Pristagare
- 1995 – Bibbi Isacsson och Tommy Isacsson
- 1996 – Runer Jonsson
- 1997 – Per Gustavsson
- 1998 – Ebbe Westergren
- 1999 – Barbro Lindgren
- 2000 – Gunilla Lundgren
- 2001 – Elisabeth Hjortvid
- 2002 – Lena Törnqvist
- 2003 – Eva Bexell
- 2004 – Marit Törnqvist
- 2005 – Ulf Stark
- 2006 – Solveig Olsson-Hultgren
- 2007 – Christina Björk
- 2008 – Eva Eriksson
- 2009 – Johanna Thydell
- 2010 – Pija Lindenbaum
- 2011 – Gunilla Bergström
- 2012 – Anna Höglund
- 2013 – Katarina von Bredow
- 2014 – Per Åhlin
- 2015 – Johan Bernander
- 2016 – Åsa Storck
- 2017 – Jujja Wieslander
- 2018 – Jan Lööf
- 2019 – Per Nilsson[4]
- 2020 – Linda Belanner[5]
- 2021 – Martin Widmark
- 2022 – Inget pris delades ut
- 2023 – Inget pris delades ut
- 2024 – Emma AdBåge

### Fotnoter
1. ↑  ”Hem”. Litteraturnod Vimmerby. https://www.litteraturnodvimmerby.se/. Läst 7 november 2024.
2. ↑  ”Emilpriset”. Smålands akademi. Arkiverad från originalet den 27 november 2011. https://web.archive.org/web/20111127133752/http://www.smalandsakademi.se/?page_id=273. Läst 5 november 2015.
3. ↑  ”Emilpriset”. Smålands Akademi. http://www.smalandsakademi.se/?page_id=273. Läst 7 april 2020.
4. ↑  Per Nilsson tilldelas EmilprisetLäst 3 november 2019
5. ↑  Fem prisas av Smålands Akademi – Meg Nömgård ny ledamot Läst 24 januari 2021.